# Перар, Франс
Франсуа́ «Франс» Перар (фр. François „Frans“ Peeraer; 15 февраля 1913 года, Боргерхаут — 28 апреля 1988 года, Антверпен) — бельгийский футболист, полузащитник, участник чемпионата мира 1934 года.

## Клубная карьера
Перар — воспитанник клуба «Антверпен». В 1931 году он дебютировал за команду, в составе антверпенского клуба становился чемпионом Бельгии в сезоне 1930/1931 и зарекомендовал себя как хороший нападающий. В 1937 году покинул «Антверпен» и стал футболистом команды «Расинг», выступал за клуб во время Второй мировой войны. В 1943 году объявил о завершении профессиональной карьеры.

## Карьера в сборной
В 1934 году провёл 3 матча за сборную. 21 января 1934 года дебютировал за сборную в матче против Франции. Был в заявке на чемпионат мира 1934 года в Италии, сыграл турнире в единственном матче 1/8 финала против Германии.
| Матчи и голы Франса Перара за сборную Бельгии | Матчи и голы Франса Перара за сборную Бельгии | Матчи и голы Франса Перара за сборную Бельгии | Матчи и голы Франса Перара за сборную Бельгии | Матчи и голы Франса Перара за сборную Бельгии | Матчи и голы Франса Перара за сборную Бельгии | Матчи и голы Франса Перара за сборную Бельгии |
| --------------------------------------------- | --------------------------------------------- | --------------------------------------------- | --------------------------------------------- | --------------------------------------------- | --------------------------------------------- | --------------------------------------------- |
| №                                             | Дата                                          | Место проведения                              | Соперник                                      | Счёт                                          | Голы                                          | Турнир                                        |
| 1                                             | 21 января 1934                                | Брюссель, Бельгия                             | Франция                                       | 2:3                                           | —                                             | Товарищеский матч                             |
| 2                                             | 29 апреля 1934                                | Антверпен, Бельгия                            | Нидерланды                                    | 2:4                                           | —                                             | отбор на ЧМ—1938                              |
| 3                                             | 27 мая 1934                                   | Флоренция, Италия                             | Германия                                      | 5:2                                           | —                                             | Чемпионат мира по футболу 1934                |

Итого: 3 матча / 0 голов; 0 побед, 0 ничьих, 3 поражений.